# Musicophilia
Musicophilia: Tales of Music and the Brain (zu deutsch: Liebe zur Musik: Geschichten von Musik und dem Gehirn) ist ein Buch des englischen Neurologen und Autors Oliver Sacks über Musik und das menschliche Gehirn. Das Buch wurde am 16. Oktober 2007 durch den Verlag Knopf auf Englisch veröffentlicht. Die deutschsprachige Ausgabe trägt den Titel Der einarmige Pianist – Über Musik und das Gehirn.

## Inhalt
Das Buch gliedert sich in mehrere mehr oder weniger unabhängige Teile, in denen einzelne Patienten beziehungsweise Patientengruppen beschrieben werden, bei denen zum Beispiel eine besondere ererbte, erworbene oder verlorengegangene Beziehung zur Musik besteht. Das Spektrum der Krankheitsbilder und Anomalien erstreckt sich von Verletzungen oder Veränderungen des Gehirns durch äußere Einwirkungen wie beispielsweise Blitzschlag oder auch durch innere Einwirkungen wie beispielsweise Medikamenteneinnahme bis hin zu Menschen mit angeborenem Williams-Beuren-Syndrom.
Der Stoff wird dabei in der von Oliver Sacks gewohnten Weise sowohl wissenschaftlich korrekt als auch unterhaltend dargestellt. Bei seinen Streifzügen durch die Welt der Krankheiten, die die Fähigkeit betreffen, Musik wahrzunehmen oder auszuüben, beleuchtet er unter anderem Themen wie absolutes Gehör, Ohrwürmer, Synästhesie, akustische Wahrnehmungsstörungen oder Halluzinationen, wobei er auch eigene Erfahrungen einfließen lässt. Viele der in dem Buch beschriebenen Erscheinungen stehen im Zusammenhang mit anderen Erkrankungen, wie zum Beispiel Epilepsie, Alzheimer-Erkrankung oder Blindheit. Bei den beschriebenen Patienten und Personen handelt es sich teilweise um musikalische Laien, teilweise aber auch um professionelle Interpreten und Komponisten, wie zum Beispiel Alexander Nikolajewitsch Skrjabin, Dmitri Dmitrijewitsch Schostakowitsch oder Michael Torke, deren Leiden oder Fähigkeiten teilweise drastische Auswirkungen auf ihre berufliche Tätigkeit oder ihren Alltag haben bzw. hatten.

## Wirkung
Musicophilia wurde von der Washington Post als eines der besten Bücher des Jahres 2007 gelistet. Seit Ende Mai 2008 liegt es unter dem Titel Der einarmige Pianist – Über Musik und das Gehirn in einer deutschsprachigen Übersetzung vor.